# Martynas Varnas
Martynas Varnas (Kaunas, 21 gennaio 1997) è un cestista lituano.

## Palmarès
- Campionato lituano: 1

Žalgiris Kaunas: 2016-2017
- Lega Baltica: 1

Pieno žvaigždės: 2017-18